# Prefoliatie
Prefoliatie is de wijze waarop bij zaadplanten een individueel blad, en het geheel van de bladeren in onderlinge samenhang, gevouwen of gerold liggen in een embryonaal stadium van de bladknop. Bij prefoliatie gaat het om ptyxis en vernatie. De ligging van de kelk- en kroonbladen in de bloemknop heet knopligging.
Vaak wordt er geen onderscheid gemaakt tussen de begrippen "ptyxis" en "vernatie" en wordt de laatste in brede zin gebruikt, of wordt de term "prefoliatie" gebruikt. De onderverdeling van ptyxis en die van vernatie lopen vaak door elkaar heen, of wordt vermengd met de terminologie voor de bladstand (fyllotaxis) en de knopligging (aestivatie).

## Ptyxis
Ptyxis is de wijze waarop in een bladknop bij zaadplanten de individuele bladeren in een embryonaal stadium gevouwen of gerold liggen.

## Vernatie
Vernatie is de wijze waarop de bladeren in een embryonaal stadium van de bladknop bij zaadplanten gevouwen of gerold liggen. Het gaat het, in tegenstelling tot ptyxis, om de rangschikking van het geheel van de verschillende onderdelen in een knop. 

## Knopligging
De ligging van de kelk- en kroonbladen in een knop van een bloem wordt de knopligging (ook wel estivatie) genoemd. Ook hiervoor wordt soms de term "prefoliatie" gebruikt. Hierbij valt de nadruk op de aantallen en de overlap van de randen van de verschillende segmenten (kelkbladen, kroonbladen).

## Schema
| - Fyllotaxis - spiraalsgewijs, verspreid (vlgns. rij van Fibonacci) - distich, tweerijig, 1⁄2 - tristich, drierijig, 1⁄3 - pentastich, vijfrijig, 2⁄5 - octostich, achtrijig, 3⁄8 - tegenoverstaand - decussaat, kruiswijs - alternerend, afwisselend - verticillaat, kransstandig |

| - Ptyxis - inclinaat, met de top ingebogen - circinaat, spiralig ingerold - plicaat, gevouwen als een harmonica - conduplicaat, langs de middennerf plat gevouwen - convoluut, contort, gedraaid dakpansgewijs - revoluut, bladranden teruggerold (naar beneden) - involuut, bladranden naar boven omgerold |

| - Knopligging - dimeer, bloemdelen tweetallig - trimeer, bloemdelen drietallig - tetrameer, bloemdelenviertallig - pentameer, bloemdelenvijftallig - imbricaat, dakpansgewijs, met dakpansgewijs overlappende segmenten - convoluut, contort, gedraaid dakpansgewijs - quincunciaal, in een 2⁄5 spiraal, aansluitend bij de verspreide bladstand (bladspiraal) aan de stengel - cochleair, cochleaat - valvaat, klepsgewijs, elkaar rakende segmenten - klepsgewijs ingevouwen, induplicatief, naar binnen gevouwen - klepsgewijs naar buiten gevouwen, reduplicatief - open, aperta, niet-rakende segmenten |

| - Vernatie (knopplooiing) - valvaat, klepsgewijs - imbricaat, dakpansgewijs - convoluut, contort, gedraaid dakpansgewijs - induplicaat, klepsgewijs ingevouwen - supervoluut, overlappende bladranden sterk naar boven gekruld - rijdend, equitant, elkaar omvattende, dubbelgevouwen |